# Rickettsia
Rickettsia é um gênero de bactérias que são carregadas como parasitas por vários carrapatos, pulgas e piolhos, e causam doenças tais como tifo epidêmico e a febre escaronodular ou botonosa em seres humanos. As rickettsias, tais como os vírus e as clamídias, crescem apenas dentro de células vivas.
O nome Rickettsia vem do patologista estadunidense Howard Taylor Ricketts (1871–1910), que morreu de tifo ao estudar esta doença.

## Rickettsia e vírus
Apesar de a Rickettsia e de os vírus serem parasitas intracelulares obrigatórios, são muito diferentes entre si.
Os vírus apresentam somente um tipo de material genético, o ácido ribonucléico RNA ou o ácido desoxirribonucléico DNA. A Rickettsia apresenta os dois, assim como as demais bactérias.
Os vírus carregam a informação genética para a formação de novos vírus, mas estes não possuem organelas, e por isso necessitam da maquinaria da célula hospedeira para se multiplicarem. As Rickettsia possuem organelas, entretanto, precisam de suplementação do meio intracelular para se multiplicar. As Rickettsia possuem uma membrana semipermeável, o que permite trocas com o meio, ao contrário do que ocorre com os vírus.

## Evolução
Acredita-se que as bactérias Rickettsia tenham sua origem em células "degeneradas", ou seja, células que com o passar dos anos perderam parte de seu DNA, de suas enzimas e consequentemente perderam a capacidade autônoma de auto duplicação, tornando-se, assim, dependentes de outras células completas.